# Zinnia zinnioides
Zinnia zinnioides là một loài thực vật có hoa trong họ Cúc. Loài này được (Kunth) Olorode & Torres miêu tả khoa học đầu tiên năm 1970.